# Arelaune-en-Seine
Arelaune-en-Seine ist eine französische Gemeinde mit 2.500 Einwohnern (Stand: 1. Januar 2022) im Département Seine-Maritime in der Region Normandie. Sie gehört zum Arrondissement Rouen und zum Kanton Port-Jérôme-sur-Seine. 
Die Gemeinde entstand als Commune nouvelle im Zuge einer Gebietsreform zum 1. Januar 2016 durch die Fusion der zwei ehemaligen Gemeinden La Mailleraye-sur-Seine und Saint-Nicolas-de-Bliquetuit, die nun Ortsteile von Arelaune-en-Seine darstellen. La Mailleraye-sur-Seine fungiert dabei als „übergeordneter Ortsteil“ als Verwaltungssitz.

## Gliederung
| Ortsteil                                  | ehemaliger INSEE-Code | Fläche (km²) | Einwohnerzahl (2022) |
| ----------------------------------------- | --------------------- | ------------ | -------------------- |
| La Mailleraye-sur-Seine (Verwaltungssitz) | 76401                 | 44,58        | 1.906                |
| Saint-Nicolas-de-Bliquetuit               | 76625                 | 09,23        | .0594                |